# Estrecho Antarctic
El estrecho Antarctic o paso Antarctic (en inglés: Antarctic Sound), y a veces también estrecho, paso o seno Antártico, es un cuerpo de agua de 50 km de largo y de 11 a 19 km de ancho, que separa el archipiélago de Joinville de la península Trinidad, que es el extremo nordeste de la península Antártica. 

## Geografía

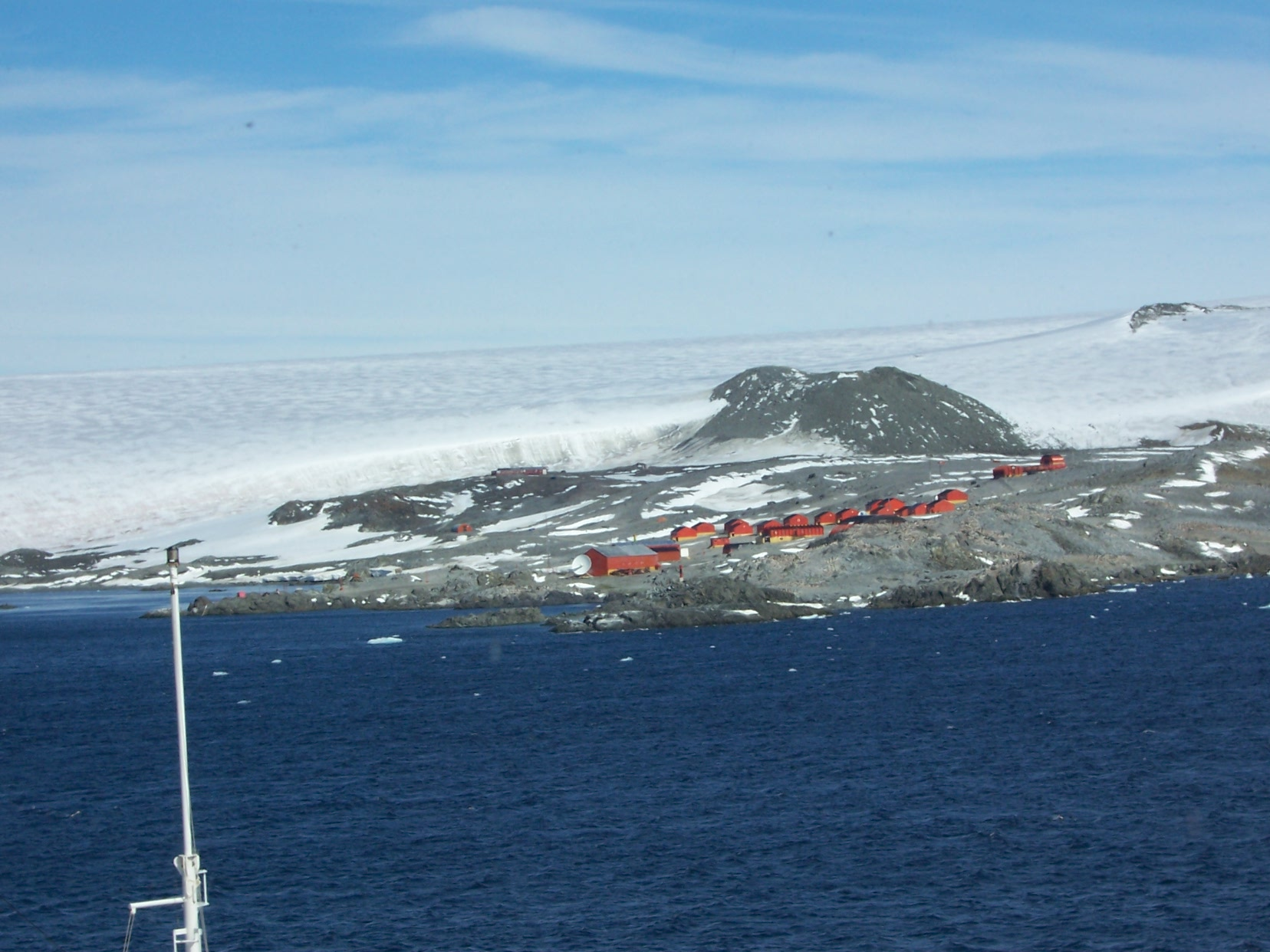
Base Esperanza en la bahía Esperanza, diciembre de 2004.

El estrecho Antarctic comunica el estrecho de Bransfield (o mar de la Flota) con el golfo de Erebus y Terror en el mar de Weddell. Las islas del archipiélago de Joinville que tienen costas en el estrecho son: D'Urville, Joinville, Dundee, y Bransfield. Su boca norte es la línea que une el cabo Dubouzet (63°16′S 57°03′O / -63.267, -57.050) en la península Trinidad con la punta Turnbull (63°02′S 56°36′O / -63.033, -56.600) de la isla D'Urville, en donde se desprende el pasaje Burden que la separa de la isla Bransfield. Su boca sur la línea que une el cabo Scrymgeour de la isla Andersson (63°35′S 56°26′O / -63.583, -56.433) con el cabo Purvis de la isla Dundee (63°35′S 55°58′O / -63.583, -55.967). 
Las islas Andersson y Jonassen se encuentran en la boca sur del estrecho Antarctic frente a la península Tabarín, extremo de la península Antártica. El estrecho Yalour se encuentra entre ambas islas vinculando el estrecho Antarctic con el estrecho Fridtjof, que separa a ambas islas de la península Tabarín, comunicando el mar de Weddell y el estrecho Antarctic. La isla Joinville está separada de la isla Dundee por el estrecho Active, y de la isla D'Urville por el canal Larsen, vinculando ambos el estrecho Antarctic con el estrecho Tay y el mar de Weddell, respectivamente. En la costa de la península Trinidad destacan las bahías Esperanza, y Corrientes o Trepassey, además de las caletas Valenzuela y Otaño.

## Historia

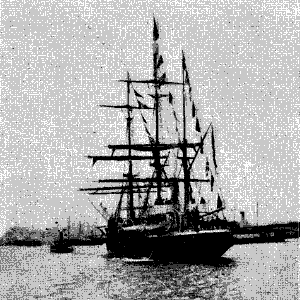
El Antarctic partiendo de Gotemburgo en 1901.

Este estrecho fue denominado por la Expedición Antártica Sueca liderada por Otto Nordenskiöld en homenaje al barco de la expedición llamado Antarctic, que en 1902 y al mando de Carl Anton Larsen, fue el primer barco en navegarlo. Desde 2005 el área es visitada por cruceros turísticos.
La base "D" del Reino Unido fue establecida en la costa de la bahía Esperanza en 1945, pero se incendió parcialmente en 1948, y fue cerrada en 1964. El 8 de diciembre de 1997 la British Antarctic Survey transfirió la base a Uruguay, siendo rebautizada Base Teniente Ruperto Elichiribehety.
La Base Esperanza de Argentina fue instalada en la bahía homónima en 1952, e incluye una colonia con familias. El primer nacimiento de un ser humano en la Antártida, Emilio Marcos Palma, ocurrió allí en 1978.